# 山形交響楽団
山形交響楽団（やまがたこうきょうがくだん、Yamagata Symphony Orchestra）は、山形県山形市を本拠とする日本のオーケストラ、通称山響（やまきょう）。日本オーケストラ連盟正会員。運営法人名は、公益社団法人山形交響楽協会。

## 概要
創立名誉指揮者である村川千秋の「ふるさとの山形にオーケストラを」の情熱の下に、1972年1月に発足。山形新聞グループの他、県下有力企業の支援を得て、演奏レベルの高さでは全国的にも定評がある楽団に成長した。
しかし、リーマンショック後の景況の悪化や、東日本大震災からの復旧優先によるピーク時4千万円の収入となった東北電力主催の「依頼公演」のゼロ化などから、演奏収入の潤沢な確保が困難となり、2014年度には、楽団員と事務局員に対する夏季・冬季の賞与を全額カットするなどリストラをすすめた他、翌15年度には定期演奏会を8回、計11公演に減らし、経費をさらに節減するとしている。
これら状況を受け、運営法人である山形交響楽協会に山響活性化委員会が設置され、赤字体質からの脱却へ向け検討が重ねられた。2015年3月4日には、理事会において委員会から中間報告が行われ、来場者を増やすための施策の構築や、理事会とは別に経営委員会を設置することが提言された。また同4月から楽団員の65歳定年制を実施する他、山響の苦境を知った地元関係者が動き、協会会長に幅広い人脈を持つ三井嬉子（スペシャルオリンピックス日本会長）を招いた。また山形放送社長を経て理事長に就任した園部稔は無給で再生へ向け奔走している。同10月1日、山形交響楽協会は山響活性化委員会の提言に基づき、16年度は定期演奏会の2日公演を復活させることを決めたほか、会員を増やして会費収入の増収を図るなどの営業努力を行う方針を示した。
2016年4月、前年秋に策定した事業計画「ビジョン 2016 - 2018」を始動。収益の柱となる依願演奏会を増やすため、県内だけではなく、東北地方の他県のホールなどを活動拠点とするフランチャイズ展開を目指すことがうたわれたほか、将来的には楽団員の増員も検討するとの指針も盛り込んだ。また同年5月には、楽団員の士気向上を狙いに3年ぶりに賞与が支払われることが決定した。

## コンサート

### 主催公演
- 定期演奏会（年間16回、プログラム数8。同一プログラムを土曜日および日曜日で開催。）
  - 山形駅前の山形テルサで開催。以前は山形県県民会館、山形市民会館のいずれかで行っていた。
- 庄内定期演奏会　年間2回
  - 鶴岡市文化会館または鶴岡市中央公民館で年1回開催、酒田市民会館で年1回開催。
- さくらんぼコンサート　年間2回
  - 東京公演1回、大阪公演1回
- やまぎんホールシリーズ　年2回
  - 「ドラゴンクエストの世界」
  - 「オーケストラの日」
- ユアタウンコンサート　年3回
  - 米沢公演（伝国の杜置賜文化ホール）
  - 村山公演（村山市民会館大ホール）
  - 南陽公演（南陽市文化会館大ホール）
  - 新庄公演（新庄市民文化会館大ホール）

### その他の公演
- 年間約30回の依頼演奏会・年間約100回スクールコンサートなどの演奏活動を、東北6県と新潟県を中心に行う。
- その他、これまでに、東京公演8回、海外公演1回を行っている。

## 企画
山響では、様々な企画や恒例行事が見受けられる。例えば定期演奏会などでは、開演前に指揮者によるプレ・トークや、終演後ロビーで開かれる交流会（指揮者やソリスト、楽団員が参加）が恒例となっている。
新作発表も行っており、2005年よりコンポーザー・イン・レジデンス（専属作曲家）への作品委嘱が行われている。ちなみに、初代は千住明で、既に3曲（「交響曲第1番」「ブレス・アンド・ロザリー～オーケストラの為の～」「映像音楽による組曲『白神山地～命そだてる森』～横笛とオーケストラの為の～」）発表されている。2009年より2代目コンポーザー・イン・レジデンスとして西村朗が、就任。
同じく新作発表として、山響作曲賞21という作曲コンクールも開催され、第1回が2005年に開かれ、土井智恵子「波跡」が同賞を受賞した。第2回は2009年度で、壺井一歩｢はるかな祭りと海」が同賞を受賞し、第202回定期演奏会にて初演された。
また「モーツァルト定期」と呼ばれるシリーズが2007年より始まり、モーツァルトの全交響曲を8年がかりで演奏された。大方の同演奏会では協奏曲なども演奏された。演奏会と同時にレコーディングされ、CD13枚組の全集として発売された。同CDは、同一指揮者、同一オーケストラで制作され、日本人初の快挙として、好評を博している。
2006年より県内企業のシベールより援助を受けて、山形交響楽団の自主レーベル「YSO－ライヴ」が発足された。発足第1弾は、常任指揮者（当時）・飯森範親とのシューマン交響曲第4番とハイドン交響曲第85番のSACDであった。現在までにこのレーベルから6枚とExtonから1枚が発売されている。そのうちのExtonから発売されたブラームスのドイツ・レクイエム（CD）はレコード芸術において、特選盤に選ばれた。しかし、この演奏を最後に合唱を担当した山響楽友合唱団は音楽監督の提案で解散させられて、新しく山響アマデウスコアとして生まれかわった。新しい合唱団は最新のSACD、モーツァルト・モテット『アヴェ・ヴェルム・コルプス』 K.618で聴く事が出来る。
オペラの場に登場する事は少ないが、2006年10月に長井市に於いてヴィクトル・ネスラー作曲の「ゼッキンゲンのトランペット吹き」の日本初演（プロデュース・瀧井敬子、指揮・佐藤正浩、演出と主演・羽山晃生）に参加している。これは物語の舞台となったバート・ゼッキンゲン市が長井市の姉妹都市である事による。
その他、（財）山形生涯学習文化財団の主催により山形声楽研究会と県内各地で室内オペラプロジェクトを毎年行っている。今までの演目としてはモーツァルト「フィガロの結婚」「コジ・ファン・トゥッテ」、フンパーディンク「ヘンゼルとグレーテル」、池辺晋一郎「小鶴」などがある。

## その他
山響の特徴として、楽団員により室内楽活動が活発に行われている。山形弦楽四重奏団、ベルク木管五重奏団、Trio Resonanceなど県内各地でその演奏を聴く機会は多い。その活動のほとんどは山響団員の自主的な活動で、市民と楽団員の距離を縮めている。

## 歴史
- 1971年 - 指揮者村川千秋を中心に、準備オーケストラを組織
- 1972年
  - 1月 - 東北初のプロオーケストラとして発足
  - 8月 - 運営母体の山形交響楽協会を設立（任意団体→1974年公益社団法人）
  - 9月 - 第1回定期演奏会を開催（指揮：村川千秋）
- 1979年- 宮城県にできるプロオーケストラ（宮城フィルハーモニー管弦楽団。現仙台フィルハーモニー管弦楽団）に移籍するため1/3が脱退
- 1985年8月 - 第50回定期演奏会を開催（指揮：渡部勝彦）
- 1988年 - 合唱部門を担う合唱団として山響楽友合唱団が発足
- 1995年6月 - 第100回定期演奏会を開催（指揮：村川千秋）
- 2003年7月 - 第150回定期演奏会を開催（指揮：黒岩英臣）
- 2009年12月 - 第200回定期演奏会を開催（指揮：黒岩英臣、工藤俊幸、村川千秋、飯森範親）
- 2016年1月 - 第250回定期演奏会を開催（指揮：ミハウ・ドヴォジンスキ）
- 2022年4月 - 第300回定期演奏会を開催（指揮：村川千秋、阪哲朗）
- 参加
  - 1991年 - コロラド・ミュージック・フェスティバル（アメリカ）
  - 1998年1月25日 - 第1回地方都市オーケストラ・フェスティバル
  - 2001年1月28日 - 地方都市オーケストラ・フェスティバル2001
  - 2005年2月25日 - 地方都市オーケストラ・フェスティバル2005
  - 2007年4月28日 - 第8回現代日本オーケストラ名曲の夕べ（オールジャパン・シンフォニーオーケストラによる演奏会だが、ホストオーケストラとして参加）
  - 2007年10月7日 - 仙台クラシックフェスティバル（山下洋輔と共演）
  - 2008年3月29日 - 地方都市オーケストラ・フェスティバル2008
  - 2010年5月22・24日 - 仙台国際音楽コンクールバイオリン部門予選の協奏曲伴奏
  - 2010年8月17日〜26日 -アフィニス夏の音楽祭2010山形
- 賞
  - 1978年 - 山形県芸術文化会議賞受賞
  - 1978年 - 齋藤茂吉文化賞受賞[9]
  - 1979年 - 第28回（昭和53年度）河北文化賞受賞
  - 2001年 - サントリー地域文化賞受賞[10]
  - 2007年 - 地域文化功労者文部科学大臣表彰

## 指揮者
- 村川千秋 - （音楽監督・常任）1971年- （正）1983年 -（常任）1989年 -（創立名誉）2001年-
- 内藤彰 - 1980年 - 1982年
- 渡部勝彦 - 1982年 -（常任）1983年-（首席）1985年 - 1993年
- 佐藤寿一 - 1998年 - 2003年
- 黒岩英臣 - （首席客演）2000年 - （常任）2001年 - （名誉）2004年 -
- 工藤俊幸 - 2001年 - 2012年
- 飯森範親 - （常任）2004年 - （ミュージックアドバイザー&常任）2006年 -（音楽監督）2007年 - [11]（芸術総監督）2019年4月 -（桂冠）2022年-
- 阪哲朗 -（首席客演)　2007年 - 2009年（常任）2019年4月 - [12][13]
- 大井剛史 - 2009年-（正）2013年 - 2017年3月
- 鈴木秀美-（首席客演）2013年 -
- ミハウ・ドヴォジンスキ-（首席客演）2013年 - 2016年3月[14]
- ラデク・バボラーク -（首席客演）2018年 -　2022年（ミュージック・パートナー）

## 関連書籍
- 山響40年史編集委員会編『山形交響楽団40年史 : 無から有へ』 山形交響楽協会、2012年。
- 山形交響楽協会20周年記念事業実行委員会編『山形交響楽団20年史 : 1972～1992』 山形交響楽協会、 1992年。
- 松井信幸、飯森範親 (監修) 『「マエストロ、それはムリですよ・・・」 ~飯森範親と山形交響楽団の挑戦~ 』 ヤマハミュージックメディア、2009年。ISBN 4636846532